# Szwecja na Mistrzostwach Świata w Lekkoatletyce 2013
Szwecja na Mistrzostwach Świata w Lekkoatletyce 2013 – reprezentacja Szwecji podczas czempionatu w Moskwie liczyła 23 zawodników.

## Występy reprezentantów Szwecji

### Mężczyźni

#### Konkurencje biegowe
| Konkurencja                | Zawodnik           | Runda 1  | Runda 1 | Półfinał | Półfinał | Finał        | Finał   |
| Konkurencja                | Zawodnik           | Rezultat | Pozycja | Rezultat | Pozycja  | Rezultat     | Pozycja |
| -------------------------- | ------------------ | -------- | ------- | -------- | -------- | ------------ | ------- |
| Bieg na 200 m              | Nil de Oliveira    | 20,97    | 34.     | NQ       | NQ       | NQ           | NQ      |
| Maraton                    | Mustafa Mohamed    | —        | —       | —        | —        | 2:17:09 (SB) | 22.     |
| Bieg na 110 m przez płotki | Philip Nossmy      | 13,66    | 23.     | NQ       | NQ       | NQ           | NQ      |
| Chód na 20 km              | Perseus Karlström  | —        | —       | —        | —        | 1:24:49      | 23.     |
| Chód na 20 km              | Ato Ibáñez         | —        | —       | —        | —        | 1:28:20 (SB) | 38.     |
| Chód na 50 km              | Ato Ibáñez         | —        | —       | —        | —        | 3:53:38 (PB) | 22.     |
| Chód na 50 km              | Andreas Gustafsson | —        | —       | —        | —        | 4:01:40 (SB) | 39.     |

#### Konkurencje techniczne
| Konkurencja    | Zawodnik         | Eliminacje | Eliminacje | Finał       | Finał   |
| Konkurencja    | Zawodnik         | Rezultat   | Pozycja    | Rezultat    | Pozycja |
| -------------- | ---------------- | ---------- | ---------- | ----------- | ------- |
| Skok o tyczce  | Alhaji Jeng      | 5,55 m     | 7. q       | 5,65 m (SB) | 9.      |
| Skok w dal     | Michel Tornéus   | 7,75 m     | 19.        | NQ          | NQ      |
| Pchnięcie kulą | Leif Arrhenius   | 19,53 m    | 14.        | NQ          | NQ      |
| Rzut dyskiem   | Niklas Arrhenius | 59,13 m    | 24.        | NQ          | NQ      |
| Rzut młotem    | Mattias Jons     | 73,47 m    | 16.        | NQ          | NQ      |
| Rzut oszczepem | Kim Amb          | 80,84 m    | 9. q       | 78,91 m     | 11.     |
| Rzut oszczepem | Gabriel Wallin   | 74,66 m    | 29.        | NQ          | NQ      |
| Dziesięciobój  | Marcus Nilsson   | —          | —          | 7540 pkt.   | 24.     |

### Kobiety

#### Konkurencje biegowe
| Konkurencja                   | Zawodniczka        | Eliminacje | Eliminacje | Półfinał | Półfinał | Finał    | Finał   |
| Konkurencja                   | Zawodniczka        | Rezultat   | Pozycja    | Rezultat | Pozycja  | Rezultat | Pozycja |
| ----------------------------- | ------------------ | ---------- | ---------- | -------- | -------- | -------- | ------- |
| Bieg na 200 m                 | Moa Hjelmer        | 23,33      | 31.        | NQ       | NQ       | NQ       | NQ      |
| Bieg na 400 m                 | Moa Hjelmer        | 52,39      | 24.        | NQ       | NQ       | NQ       | NQ      |
| Bieg na 1500 m                | Abeba Aregawi      | 4:07,66    | 6. Q       | 4:05,66  | 9. Q     | 4:02,67  | złoto   |
| Bieg na 3000 m z przeszkodami | Charlotta Fougberg | 9:59,17    | 26.        | —        | —        | NQ       | NQ      |

#### Konkurencje techniczne
| Konkurencja    | Zawodniczka        | Eliminacje   | Eliminacje | Finał       | Finał   |
| Konkurencja    | Zawodniczka        | Rezultat     | Pozycja    | Rezultat    | Pozycja |
| -------------- | ------------------ | ------------ | ---------- | ----------- | ------- |
| Skok wzwyż     | Emma Green-Tregaro | 1,92 m       | 1. q       | 1,97 m (SB) | 5.      |
| Skok o tyczce  | Angelica Bengtsson | 4,45 m       | 16.        | NQ          | NQ      |
| Skok w dal     | Erica Jarder       | 6,59 m       | 9. q       | 6,47 m      | 10.     |
| Rzut młotem    | Tracey Andersson   | 61,37 m      | 26.        | NQ          | NQ      |
| Rzut oszczepem | Sofi Flinck        | 61,96 m (NR) | 9. Q       | 59,52 m     | 10.     |
| Siedmiobój     | Sofia Linde        | —            | —          | 5822 pkt.   | 25.     |